# Justin Maxwell
;MLB
KBO
Justin Adam Maxwell (Olney, 6 novembre 1983) è un giocatore di baseball statunitense, esterno nei Lotte Giants della Korean Baseball Organization.

## Carriera
Proveniente dalla Sherwood High School, fu scelto inizialmente dai Baltimore Orioles al 43º giro con la 1279ª scelta assoluta del Major League Draft del 2001 ma scelse di continuare gli studi optando per l'Università del Maryland, College Park.
Nel 2004 nuovamente fu selezionato nel Major League Draft dai Texas Rangers che lo scelsero con il numero 291 ma non accettò l'offerta. Decise invece di accettare l'offerta degli Washington Nationals l'anno successivo.
Con i Nationals ha giocato fino al 2010 in maniera discontinua, nel 2012 è passato agli Houston Astros dove nella sua prima stagione ha chiuso con 18 fuoricampo e 53 punti battuti a casa (RBI) in 124 presenze.